# Логистическое уравнение
Логистическое уравнение, также известное как уравнение Ферхю́льста (по имени впервые сформулировавшего его бельгийского математика), изначально появилось при изучении изменений численности населения.
Исходные предположения для вывода уравнения при рассмотрении популяционной динамики выглядят следующим образом:
- скорость размножения популяции пропорциональна её текущей численности, при прочих равных условиях;
- скорость размножения популяции пропорциональна количеству доступных ресурсов, при прочих равных условиях. Таким образом, второй член уравнения отражает конкуренцию за ресурсы, которая ограничивает рост популяции.

Обозначая через {\displaystyle P} численность популяции (в экологии часто используется обозначение {\displaystyle N}), а время — {\displaystyle t}, модель можно свести к дифференциальному уравнению
{\displaystyle {\frac {dP}{dt}}=rP\left(1-{\frac {P}{K}}\right),}
где параметр {\displaystyle r} характеризует скорость роста (размножения), а {\displaystyle K} — поддерживающую ёмкость среды (то есть, максимально возможную численность популяции). Исходя из названия коэффициентов, в экологии часто различают[уточнить] две стратегии поведения видов:
- {\displaystyle r}-стратегия предполагает бурное размножение и короткую продолжительность жизни особей;
- {\displaystyle K}-стратегия — низкий темп размножения и долгую жизнь.

Точным решением уравнения (где {\displaystyle P_{0}} — начальная численность популяции) является логистическая функция, S-образная кривая (логистическая кривая):
{\displaystyle P(t)={\frac {KP_{0}e^{rt}}{K+P_{0}\left(e^{rt}-1\right)}},}
где
{\displaystyle \lim _{t\to \infty }P(t)=K.}
Ясно, что в ситуации «достаточного объёма ресурсов», то есть пока P(t) много меньше K, логистическая функция поначалу растёт приблизительно экспоненциально:
{\displaystyle {\frac {P(t)}{P_{0}e^{rt}}}={\frac {K}{K+P_{0}\left(e^{rt}-1\right)}}={\frac {1}{1+{\frac {P_{0}}{K}}\left(e^{rt}-1\right)}}.}
Аналогично, при «исчерпании ресурсов» (t → ∞) разность {\displaystyle K-P(t)} экспоненциально убывает с таким же показателем.
Почему Ферхюльст назвал уравнение логистическим, остаётся неизвестным.
Наибольший вклад в популяризацию идеи роста численности популяций по логистической кривой внес американский биолог Раймонд Пирл (Raymond Pearl).
В 1920 году Пирл совместно с Лоуэллом Ридом (Lowell Jacob Reed) опубликовал статью «On the Rate of Growth of the Population of the United States since 1790 and its Mathematical Representation» (О скорости роста населения Соединённых Штатов с 1790 года и её математическом представлении), в которой было приведено уравнение кривой, аналогичное представленному Ферхюльстом; то есть уравнение логистической кривой было открыто заново.
Логистическая кривая после Ферхюльста и до Пирла переоткрывалась по меньшей мере пять раз, как об этом пишет Питер Ллойд (Peter John Lloyd) в своей статье. И даже после многочисленных публикаций Пирла кривую продолжали открывать.
После публикации статьи о скорости роста населения США, Пирл осуществил в своей лаборатории широкомасштабную программу исследований популяции плодовых мух дрозофилы (Drosophila melanogaster).
Опыты, проведенные с целью определить по какой траектории увеличивается численность популяции мух в ограниченном пространстве и при ограниченных пищевых ресурсах, показали, что в лабораторных условиях колония мух дрозофилы демонстрирует рост по траектории логистической кривой.
Аналогичные опыты были повторены многими, объектами была не только дрозофила. Существует множество экспериментальных данных, показывающих, что для многих биологических видов в опытах реализуются траектории изменения их численности, соответствующие модели Ферхюльста-Пирла.
Все попытки моделирования динамики роста численности людей различных стран и регионов с помощью логистической кривой не увенчались успехом, в том плане, что предсказания не сбывались, а лабораторные опыты с животными и низшими организмами показали совпадение траекторий их роста с ходом логистической кривой.
Почему в лабораторных условиях логистический закон роста подтверждается, а в реальной жизни — нет?
Причина в том, что опыты в лабораторных условиях проводились при комфортной для подопытных температуре, при постоянном наличии пищи, отсутствии врагов, болезней и прочих негативных явлений, то есть условия жизни подопытных были близки к идеальным. Процесс роста при этом оказывается достаточно детерминистическим, предсказуемым. А рост численности населения любой страны или региона происходит в условиях воздействия негативных факторов — эпидемий, войн, голода, природных катаклизмов. Негативные воздействия (возмущения) носят во времени случайный характер и процесс роста становится слабо прогнозируемым, вероятностным.
C 1924 года Пирл стал утверждать, что логистическая кривая отражает закон роста народонаселения, что рост по логистической кривой — это универсальный закон роста всего живого вообще. Биологи, статистики и экономисты не согласились с Пирлом в том, что это закон, поскольку математическое выражение (формула) логистической кривой явным образом не содержит параметры реального моделируемого процесса — не содержит в явном виде факторов, от которых зависит численность населения, и, после периода многочисленных критических выступлений и дискуссий, для кривой была определена область её применимости как инструмента исследования.
В 1924 году Раймонд Пирл применил уравнение для описания автокаталитических реакций.
Дискретным аналогом логистического уравнения является логистическое отображение.